# ロビオ
ロビオ（グルジア語: ლობიო）は、ジョージアの伝統的なシチュー。煮豆やコリアンダー、クルミ、ニンニク、タマネギが入るが、冷製も含めてさまざまなバラエティがある。

## 歴史
ジョージア発祥と伝えられる。最も人気のあるレシピは赤いんげん豆を使ったものだが、赤いんげん豆がアメリカ大陸原産であることから、このレシピでつくられはじめたのは1500年代以降と考えられる。多くのジョージア料理と同様にスパイシーだが、唐辛子を使わずに挽いた黒コショウだけで味を調えるレシピもあることから、必ずしも辛くはない。

## 作り方
さまざまな作り方があるが、ロビオ・ニゴジット (lobio nigozit) と呼ばれる冷製スープが最も一般的である。煮た赤いんげん豆をニンニクやタマネギ、クルミ、コリアンダー、マリーゴールドの花びら、唐辛子、酢と合わせてすりつぶし、一晩漬け置く。あたたかいスープの場合は、白いんげん豆を使う。
あたたかいロビオの場合、肉を入れることもある。豆を水やスパイスとともに鍋に入れ、一晩置いたのち火にくべ、じっくりと煮る。煮立ったら肉や野菜を入れて、再び煮る。食卓ではフラットブレッドとともに提供される。